# Karl Wilkama
Karl (Kalle) Fredrik Wilkama (Wilkman fram till 1919), född 27 mars 1876 i Helsingfors, död 15 juli 1947 i Helsingfors, var en finländsk infanterigeneral och överbefälhavare över Finlands försvarsmakt.

## Biografi

### Tidig karriär
Wilkama var son till byggmästaren och byggnadsentreprenören Karl Wilkman (1844–1914) och Eeva Karolina Posti (1850–1928). Fadern var en väl ansedd byggmästare och uppförde bland annat Hotell Kämp i Helsingfors. Familjen var borgerlig och Wilkama växte upp under goda ekonomiska förhållanden. 1886 flyttade familjen till Åminne gård i Esbo, som fadern köpte in och där lät grunda ett stort tegelbruk. Familjen var sin släkts första stadsborsgeneration, men dess bondska bakgrund och starka religiositet märktes väl i hemmet. Wilkama studerade vid Elli Hertz förberedande skola och sedan vid Finska flickskolan, som hade några pojkelever i första klassen. Han avlade studier vid Finska normallyceet, där hans intresse för historia, matematik och idrott uppmärksammades. Han valde dock den militära yrkesbanan och skrevs i juni 1891 in vid kadettskolan i Fredrikshamn. Undervisningen gjordes på svenska som Wilkama behärskade med stora begränsningar. Han blev kornett 1899 och tjänstgjorde vid dragonregementet vid Hans Kejserliga Majestäts livgarde i Sankt Petersburg.
Under tiden i Sankt Petersburg studerade Wilkama juridik under två terminer vid Kejserliga Alexander-universitet, numera Helsingfors universitet, 1901–1902. Studierna fullföljdes dock aldrig, då Wilkama samtidigt studerade till inträdesprovet till generalstabsakademin i Sankt Petersburg. Wilkama klarade inträdesprovet och utexaminerades som löjtnantfrån akademin våren 1907. Under hösten blev Wilkama tillförordnad militärattaché och deltog i en stor militärmanöver i Norge, där han fick tillfälle att äta lunch med änkekejsarinnan Maria Fjodorovna och ryska sändebudet i Norge. Ombord på lustjakten presenterades han också för den norske kungen Håkon VII. Återkommen till Ryssland utnämndes Wilkama til stabsryttmästare och förflyttades 1908 till 3. novorossijska dragonregementet i Kaunas i Litauen och befordrades samtidigt till ryttmästare. 1911 blev han överstelöjtnant.

### Första världskriget och finska inbördeskriget
När första världskriget bröt ut tjänstgjorde Wilkman som skvadronchef i Rominten vid ostpreussiska gränsen. Han utmärkte sig i striderna och befordrades för tapperhet i fält till överste och tilldelades Sankt Georg-svärdet. 1915 blev han chef för ett kavalleriregemente och deltog i striderna i Polen. Wilkama blev 1916 stabschef för en kavalleriarmékår och hösten samma år tjänstgjorde han vid fronten i Rumänien. Det kavalleriregemente han då ledde var underställt VI. kavallerikåren och dess befälhavare generallöjtnant Gustaf Mannerheim.
Efter oktoberrevolutionen lämnade Wilkama Ryssland och anlände i februari 1918 till de vita förbanden i Metsäpirtti. Den 23 februari anmälde han sig för Mannerheim i Hiitola och kommenderades till befälhavare för förbandet i Jämsä. Han reste samtidigt som Mannerheim till Seinäjoki, varifrån han fortsatte till Jämsä. Wilkama bidrog personligen till de vitas seger i slaget om Kuhmois den 10 mars. Hans trupper deltog också i slaget om Tammerfors och förhindrade de rödas försök att undsätta staden söderifrån. För sina insatser befordrades Wilkama till generalmajor och blev chef för Grupp Wilkman vid slaget om Viborg, där han ledde den största anfallsstyrkan mot Sankt Andree. Efter att Mannerheim avgick i maj 1918 utnämndes Wilkama till Finlands överbefälhavare och i augusti blev han chef för finska armén.

### Chef för Finlands försvarsmakt
När Mannerheim i december utsågs till riksföreståndare blev Wilkama stabschef hos överbefälhavaren och den 12 september 1919 utnämnde president Kaarlo Juho Ståhlberg honom till chef för krigsmakten. Arbetet med att bygga upp republikens försvarsmakt var utmanande och Wilkama uppmuntrade sin personal och unga officerare att studera vid utländska krigsskolor. Han förespråkade utbildning och nykterhet och använde sig flitigt av militärprästerna i sin yrkesutövning. 1924–1925 gjorde Wilkama en årslång studieresa till Italien, Frankrike, Nederländerna och Belgien och inhämtade då flera idéer till försvarsmaktens organisering. Hans ambitioner om bland annat skyddskårernas roll och om personalpolitiken delades dock inte av presideten Lauri Kristian Relander, varför Wilkama avgick från sin post 1925. Han övergick till reserven och arbetade vid sidan om som söndagsskollärare och var verksam inom den kyrkliga organisationsverksamheten. Under vinterkriget och fortsättningskriget tjänstgjorde Wilkama vid överbefälhavarens högkvarter i Sankt Michel. 